# Louis Hurault
Pour les articles homonymes, voir Hurault.
Louis Hurault est un général et un géographe (cartographe) français né  à Attray dans le Loiret le 8 août 1886 et mort à Vincennes le 2 novembre 1973.

## Décorations
- Commandeur de la Légion d'honneur (9 aout 1948)[4]
- Croix de guerre 1914–1918
- Médaille de l'Aéronautique (1954)[5]
- Médaille coloniale avec agrafe "Maroc"
- Officier du Nichan Iftikhar
- Officier de la Légion du Mérite

## Participation
Le général Hurault a été membre des institutions suivantes :
- 1950 : académie des sciences d'outre-mer ;
- 1958 : comité des travaux historiques et scientifiques, vice-président pour la géographie ;
- 1947-1960 : comité national de géographie, vice-président ;
- 1960-1965 : société de géographie, président ;
- avant 1963-1973 : stéréo-Club français, auteur de 17 articles dans le bulletin.

## Publications
- Notes et correspondances sur la cartographie de la France : 1967-1973], 1967-73.
- Défense de la carte de France au 1 : 20 000 : deux collections de chemises d'exemples cartographiques illustrant la régression de la qualité de la Nouvelle carte de base de la France depuis 1957 / général Louis Hurault, 1972-73.
- La cartographie par photogrammétrie aérienne, 1958.
- L'Examen stéréoscopique des photographies aériennes (théorie et pratique)..., 1960.
- Historique du développement du Dépôt de la guerre, du Service géographique de l'armée, du Service du nivellement de la France de 1871 à 1914, 1941.
- Institut géographique national. Notice sur la nouvelle triangulation de la France, 1948.
- Institut géographique national. Travaux topographiques et cartographiques exécutés de 1938 à 1948, rapport présenté au Congrès international de géographie, Lisbonne 1949, 1949.
- Le problème de la carte générale de nos territoires d'outre-mer en prenant comme exemple le cas de l'Afrique équatoriale française, 1946.
- Problèmes techniques de la photographie stéréoscopique, 1964.